# Alessandro Sbrizzo
Alessandro Sbrizzo (Napoli, 11 aprile 1975) è un allenatore di calcio ed ex calciatore italiano, di ruolo difensore.

## Carriera

### Giocatore
Cresce nel Napoli, con la cui maglia disputa 4 partite in Serie A.
Nella sua carriera ha vestito anche le maglie di Reggina, Padova, Pescara e Savoia. Cresciuto nel vivaio del Napoli, è attraverso gli azzurri che a 19 anni esordisce nella massima serie, messo in campo da Marcello Lippi nella partita Inter-Napoli del febbraio 1994. Da quella apparizione ne seguono altre, sotto la guida di allenatori come Boskov, Mazzone, Ulivieri e Novellino, ma alcuni infortuni e la difficoltà del momento economico-societario del club partenopeo impediscono a Sbrizzo di trovare continuità.
Dopo aver conquistato il ritorno in A con il Napoli nella stagione 1999-2000, con Novellino allenatore, Sbrizzo prosegue la sua carriera in serie B al Pescara, dove rimane per cinque anni con una parentesi al Savoia. Al termine della stagione 2004-2005, dopo un'annata positiva, decide di ritirarsi a soli 30 anni e di iniziare la carriera da allenatore.

### Allenatore
Dal 2008 lavora per il Milan: ora allena i giovani a Miami, in una delle tre accademie che il club rossonero ha aperto negli Stati Uniti d'America.